# Косич, Мария Николаевна
Мария Николаевна Косич (1850, Рассуха, Черниговская губерния — 10 апреля [28 марта] 1911, станция Рассуха, Черниговская губерния) — российская писательница, этнограф, собирательница народных песен и фольклора русско-белорусско-украинского приграничья, в частности, сёл Стародубского, Погарского, Мглинского, Почепского, Суражского, Новозыбковского уездов Черниговской губернии.

## Биография
Мария родилась в селе Рассуха (ныне — в Унечском районе Брянской области) в 1850 году, спустя два месяца после смерти своего отца Николая Владимирова. Её предок по материнской линии Прокопий Силенка был основателем слободы Рассухской, позже слившейся с селом Рассуха.
Своё детство Мария провела у деда Герасима Матвеевича Силевича, в довольно бедной семье. Свободное время проводила с дворовыми людьми, что оказало влияние на её взгляды и интересы.
После переезда Санкт-Петербург, Мария Николаевна училась в Патриотическом институте благородных девиц. Музыкальной грамоте её обучал профессор А. И. Рубец. Из-за болезни была переведена в Полтавский женский институт.
В 17 лет Мария Николаевна вышла замуж за Николая Николаевича Косича, местного помещика и ветврача. Вскоре у них появился сын, а ещё через три года Мария Николаевна стала вдовой.
Когда сын стал постарше, они перебрались в Санкт-Петербург. Здесь Мария окончила курс учительской семинарии, а позже сдала экзамен на звание домашней учительницы в Киеве. Правда, она долго не преподавала и вскоре увлеклась изучением народного творчества.
Поначалу Мария Николаевна лишь запоминала народные песни, но уже с 1897 года начала вести записи, а чуть позже она стала систематизировать собранные местные песни по деревням и сёлам.
Когда она наконец решила отправить свои работы в печать, она столкнулась с жесткой цензурой. Один из наиболее ценных её трудов «Литвины-белорусы Черниговской губернии, их быт и песни» прошёл цензуру только благодаря ходатайству академика В. И. Ламанского в журнале «Живая старина» в 1901 году. В 1902 году монография Марии Николаевны вышла отдельным изданием в типографии князя Мещерского и была удостоена золотой медали Русского Географического Общества.
Помимо песен и обрядов, Косич описывала и быт обычных людей, бедность и нищету, в которых им приходилось жить. Но, несмотря на успех первой книги, новые работы выходили в печать не без трудностей. В итоге в печать вышли лишь работы «О постройках белорусского крестьянина Черниговской губернии Мглинского уезда села Рассухи», «Исследование материальной культуры белорусов» и переложение некоторых басен Крылова на белорусское наречие. (Чернигов, 1903).
Мария Николаевна писала много и быстро, но почти ничего не публиковала из-за цензуры. Так, например, несколько её рукописей пролежали в редакции журнала «Новое время» около 2 лет, пока их не удалось оттуда забрать её сестре Агате Николаевне. Считается, что после смерти Марии Николаевны осталось много рукописей, но пока ни одна из них не была обнаружена.
Мария Николаевна умерла 10 апреля (28 марта) 1911 года на станции Рассуха.

## Произведения
- Литвины-белорусы Черниговской губернии, их быт и песни. — 1901.
- О постройках белорусского крестьянина Черниговской губ., Мглинского уезда, села Росухи, деревни Бородинки и Амелькина хутора. — 1906.
- На пирисяленьня. Рассказ тётки Домны из Полесья.